# Srebrni galeb
Srebrni galeb ali srebrna tonovščica (znanstveno ime Larus argentatus) je razširjen na morskih obalah ali ob izlivih rek v Evropi, Ameriki in zmerno topli Aziji. 
Samec srebrnega galeba merijo v dolžino 60 do 67 cm in tehtajo med 1050 in 1525 g. Samice so nekoliko manjše, dolge 55 do 62 cm in tehtajo med 710 in 1100 g. Razpon njihovih kril meri od 125 do 155 cm. Kljun meri od 4,4 do 6,5 cm. Konice kril so črne s belimi lisami. Kljun je rumen z rdečo piko, okoli bledo obarvanih oči pa je gol kožni obroč rumene barve. Noge so običajno rožnate pri vseh starostnih skupinah, lahko pa so tudi rumenkaste, zlasti pri populaciji ob Baltskem morju, ki je bila nekoč obravnavana kot ločena podvrsta "L. a. omissus". Pri odraslih pticah zunaj gnezditvene sezone se na glavi in vratu pojavijo rjave lise. Odrasli samci in samice imajo enako barvo perja v vseh razvojnih fazah, a so samci običajno večji.